# Manuel Seara Valero
Manuel Seara Valero (Madrid, 1963) es un biólogo y locutor español especializado en la divulgación científica. Es el director y presentador del programa A hombros de gigantes, que se emite semanalmente por Radio Nacional de España desde 2007.

## Biografía
Se licenció en Ciencias Biológicas por la Universidad Complutense de Madrid en 1986 y en 1990 cursó el 1.er Máster General de Radio organizado por la misma universidad y Radio Televisión Española.
Empezó a trabajar en Radio Nacional de España en 1984, siendo aún estudiante. Fue responsable de la sección La ciencia en Radio 5, microespacio de emisión diaria desde abril de 1994 a 2007. Entre 1996 y 2007 ha sido editor de los servicios informativos de Radio 5 (RNE).
Desde 2007 es director y presentador del programa A hombros de gigantes, programa que comenzó a emitirse el 7 de septiembre de 2007, primero en Radio 5 y Radio Exterior, y desde 2012 en la cadena principal, Radio 1 (RNE).
Fue jefe de la sección «Sociedad» de los informativos de Radio Nacional de 2012 a 2014, y entre 2014 y 2016 fue subdirector del programa nocturno Gente Despierta (Radio 1). Entre septiembre de 2016 y agosto de 2018 realizó la sección semanal Ciencia vuelta y vuelta del programa de Radio 1 (RNE) España vuelta y vuelta.
Desde 2017 presenta y dirige la microsección semanal Palabra de ingeniero en Radio 5 (RNE), en colaboración con la Real Academia de Ingeniería de España.
Es además colaborador de periódicos y revistas como El Mundo, Diario 16, El Independiente, Conocer, CNR o Muy Interesante.

## Premios
- 1995 Accésit del Premio CSIC de Periodismo Científico.[4]
- 1996 Premio Boehringer Ingelheim al Periodismo en Medicina.[7]
- 2011 Premio especial del jurado del concurso «Ciencia en Acción» a su programa A hombros de gigantes.[3]
- 2011 Premio Sacyr «Hacemos lo Imposible» en la categoría «Periodismo de Innovación Tecnológica y Económica» a su programa A hombros de gigantes.[8]
- 2017 Miembro de Honor de la Asociación de Químicos de Madrid.[3]
- 2017 Placa de Honor de la Asociación Española de Científicos.[3]

## Obra
- Seara Valero, M. (1995). Magia y medicina. Contrastes. ISBN 8489047286.
- Seara Valero, M. (1999). El origen del hombre. Anaya. ISBN 9788420790589.
- Seara Valero, M. (2003). Enrique Hernández, pionero de la microbiología valenciana: una vida al servicio de la investigación y la docencia. Universidad Politécnica de Valencia. ISBN 84-9705-474-1.
- Seara Valero, M. (2002). El origen del hombre (60 fascículos). Larpress. ISBN 970-664-027-4.
- Seara Valero, M. (2015). Hasta el infinito y más allá: Las últimas noticias sobre el cosmos. Destino. ISBN 9788423349234.
- Herradón B.; Seara Valero, M. y Martínez Medina, N. (2016). A hombros de gigantes. Debate. ISBN 9788499926131.